# Port-Louis (Gwadelupa)
Port-Louis – gmina na Gwadelupie (departament zamorski Francji). Według danych szacunkowych na rok 2008 liczy 5 197 mieszkańców..